# Colegio Mayor Diego de Covarrubias
El Colegio Mayor Universitario Diego de Covarrubias es uno de los cinco colegios mayores de fundación directa de la Universidad Complutense de Madrid. Está situado en la Ciudad Universitaria de Madrid. En la actualidad aloja a un máximo de 138 colegiales.

## Historia

### Creación y primeros años
En el contexto de la posguerra española fueron naciendo en la Ciudad Universitaria diferentes Colegios Mayores, que acogían a los estudiantes de fuera de Madrid. El precedente era la Residencia de Estudiantes de Madrid, que continuaba viva de algún modo (incluidos sus fondos bibliográficos) en el Colegio Mayor Ximénez de Cisneros, situado desde 1942 en el complejo de edificios de avenida Séneca, que empezó a construirse antes de la guerra para la Residencia de Estudiantes, bajo proyecto del arquitecto Luis Lacasa Navarro pero no llegó a terminarse. Más tarde dicho colegio se desgajaría en el propio Cisneros, el Colegio Mayor Antonio de Nebrija y el "Colegio Mayor Santa María del Campo" denominación oficial reflejada en el Boletín Oficial del Estado de 2 de enero de 1952 y que acabaría convertido en el actual C.M. Diego de Covarrubias. En su primera etapa, el Santa María del Campo se dedicaba precisamente a albergar estudiantes que fueran a orientar su vida profesional a las zonas agrarias. 
El ministro de Educación Nacional, Joaquín Ruiz-Giménez inauguraría oficialmente el Colegio el 29 de octubre de 1952, siendo rector de la UCM Pedro Laín Entralgo. Durante este primer curso el Mayor apenas contaba con 100 colegiales. El Colegio se crea con el fin de proyectar sobre la vida nacional el espíritu universitario y acercar la Universidad a las inquietudes y necesidades de cada sector de la sociedad española; centrando especial atención en las necesidades de los municipios rurales de España. Por tanto, el Santa María del Campo nace con vocación campesina y rural.
Entre los colegiales y de la mano del primer director, Manuel Villar Arregui, fue tomando importancia el estudio de la situación sociopolítica y económica de los pueblos de la zona, especialmente del cinturón obrero de Madrid, a través de las llamadas Misiones Rurales, que se realizaron de entre 1952-56, consistentes en expediciones a municipios rurales en los que se llevaba a cabo, sobre el terreno, un estudio amplio de las condiciones de vida local y proyectando, ya en el Colegio Mayor, los remedios con que corregir las deficiencias observadas en estas áreas.
El capellán del Colegio era por entonces el padre Llanos, y algunos colegiales colaboraron con él en el Pozo del Tío Raimundo, participando en la creación de consultorios jurídicos en las parroquias de Vallecas de San Ignacio y San Diego, donde resolvían casos gratuitamente. La principal aportación del Colegio en el barrio del Pozo de Tío Raimundo fue la creación del dispensario médico, inaugurado en octubre de 1955, en el que trabajaban colegiales licenciados y estudiantes de la especialidad.
Muy meritoria fue también la formación cultural que el Colegio pretendió dar a los residentes en aquellos difíciles años, siendo varios y notables los ciclos de conferencias que se llevaron a cabo entre 1952 y 1956, a destacar la conferencia del Archiduque Otto de Habsburgo, con el título “Misión intelectual en el mundo moderno”, pronunciada el 27 de noviembre de 1954 y en la que realizó una defensa de la formación humanística y del Estado, basado en el Derecho y sujeto a sus dictados.

### Colegio de estudiantes de Derecho
El carácter social y aperturista del Colegio se iría reflejando en esa vinculación, en un contexto en que en algunos Colegios Mayores comenzaba a brotar un cada vez más extendido antifranquismo. Los sucesos estudiantiles del febrero de 1956, en los que los estudiantes universitarios pedían la sindicación libre en la universidad provocan, dada la participación de numerosos colegiales, el cese del director. Entre las medidas que se toman por las autoridades franquistas se encuentran restringir el acceso al Colegio únicamente a estudiantes y opositores de la carrera de Derecho, hecho impulsado en gran parte por el nuevo director, el catedrático de Derecho Romano Juan Iglesias Santos. Pero no sólo cambia la comunidad colegial, sino el nombre, que pasa a ser hasta la actualidad “Diego de Covarrubias” en homenaje al jurista, Obispo de Segovia. Junto con el nombre del Colegio, se cambia también el escudo y la Beca del Colegio, pasando ésta de ser de color verde a roja, color representativo de la carrera de Derecho.
Durante estos años, se desarrollaron en el Colegio clases prácticas, seminarios y conferencias por parte de un cuadro especializado de profesores. Se procuró también el estudio de los problemas presentes del momento, a través del contacto con la realidad jurídica cotidiana.

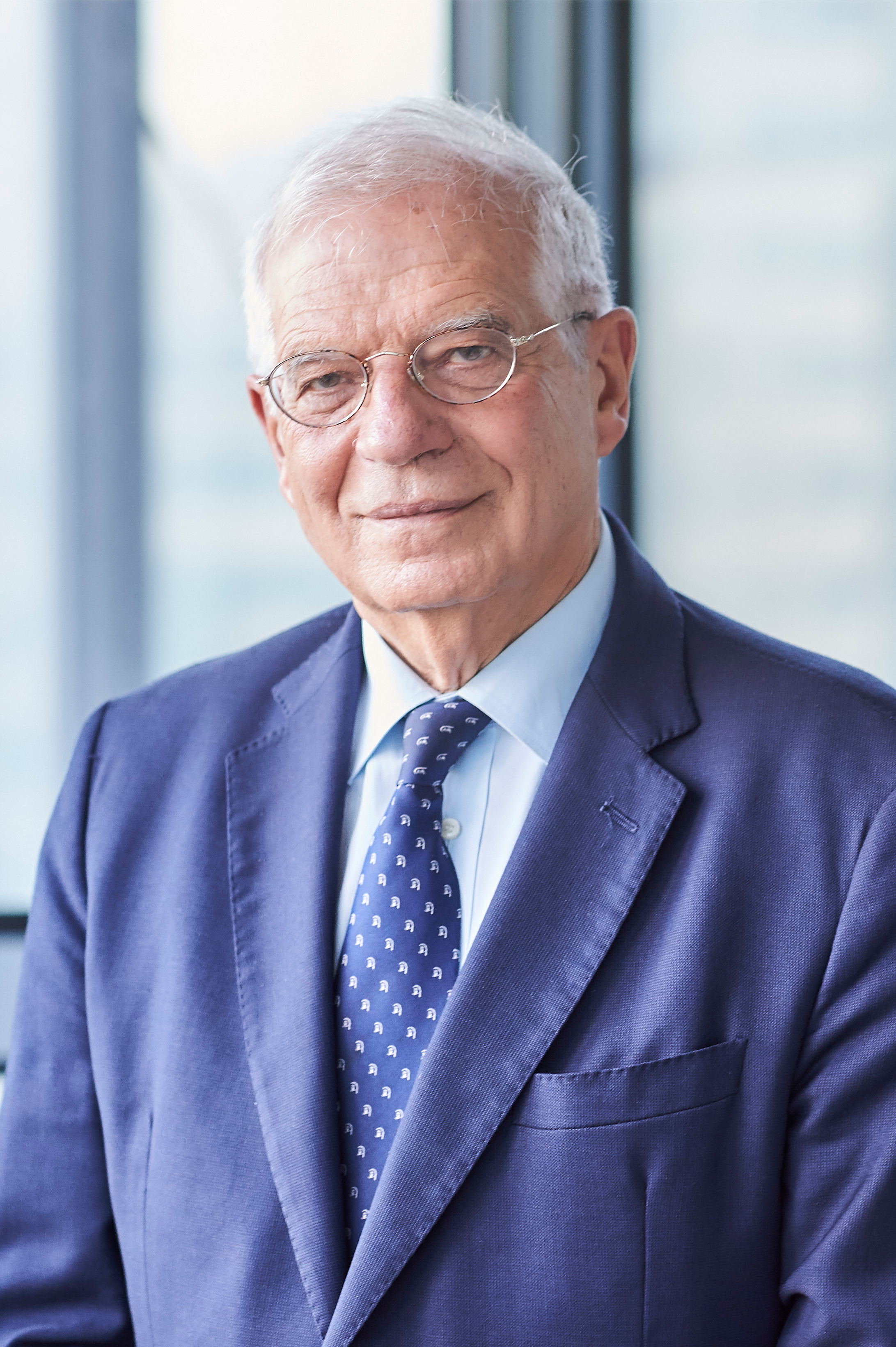
Josep Borrell, antiguo colegial del CMU Diego de Covarrubias

### Los años 60
El 28 de 12 de 1959 es designado director del Mayor Fernando Suárez González, que permanecería como tal hasta 1969. Con él se recuperarían los colegiales (en aquel momento, solo varones) de todas las licenciaturas y carreras técnicas y superiores. Suárez dará un impulso nuevo al Mayor, dotándole de un aire desconocido hasta entonces al ver la función de los Colegios Mayores como una función educativa y formativa, y no son como una solución al problema del alojamiento. Su deseo fue crear un ambiente de trabajo, de solidaridad, de tolerancia, de dignidad universitaria y de concordia civil . De ahí que entre los colegiales que se han formado en esta época figuren primeros hombres del panorama nacional, personalidades todas ellas heterogéneas, seguidoras de los valores democráticos. 
La mayoría de las tradiciones que hoy conserva el Colegio, así como las normas internas que rigen el funcionamiento de la vida colegial, proceden de esta época y de estos años, y dejará bien sentadas las bases de los fines que perseguía la institución: Contribuir al perfeccionamiento de los conocimientos profesionales; proporcionar las enseñanzas adecuadas para una mejor y más lograda formación humana, religiosa, cultural, social, política, deportiva y artística; formar a sus residentes en un espíritu de responsabilidad personal y de entendimiento social de sus tareas y; fomentar la unión y el compañerismo.
En el ámbito cultural, es destacable la lista de primeros hombres del panorama nacional que pasaron por el Colegio en estos diez años, siendo muy difícil de superar por cualquier otra institución, académica o cultural, del momento. De especial relevancia fueron los llamados Ciclos de Conferencias, del que destaca el ciclo “Hombres de España” (durante el curso 1962-1963), que contribuía al esclarecimiento de las personalidades de los hombres que históricamente pensaron sobre los problemas más acuciantes de la vida española en los últimos tres siglos. Además, se simbolizaba en ellos el intento de superar las dos Españas.   
En sus diez años el Colegio alcanzó un importante nivel tanto académico como en lo referente a actividades culturales, sociales, académicas y de formación, destacando de nuevo por su pluralidad política. Durante aquellos años Gerardo Diego, el profesor Aranguren, Buero Vallejo, Laín Entralgo, Berlanga, Pemán, Sampedro, Vela Zanetti, Ramón Tamames, el Dr. Vallejo-Nájera, Máximo o Don Juan Carlos de Borbón, entonces Príncipe de España, pasaron por el salón de actos pronunciando conferencias, debatiendo, ilustrando y convirtiendo al Mayor en un referente cultural madrileño.
Durante estos años además, Suárez y los colegiales conseguirían una mayor proyección externa del Mayor, gracias a diferentes empresas culturales, como la Colección Pabellón, en la que quedaban reflejados los premios de los trabajos ganadores en los diversos concursos que tenían lugar en el Colegio (poesía, relato, cuento, etc). Además en estos años actividades culturales genuinas como los “semáforos” o “La Clave” dirigida por el colegial José Luis Balbín, tuvieron una proyección nacional más tarde, gracias a los medios de comunicación.
El último acto académico presidido por Suárez, la Apertura de Curso 1969-1970, contó con la presencia del Príncipe de España, Don Juan Carlos de Borbón. 

### Los años 70
La década de los 70 trae cambios sustanciales en el Colegio Mayor. En enero de 1970 le sucede a Suárez, en el cargo de director, Diego Ignacio Mateo del Peral, esto supuso una continuidad y una apuesta por la línea marcada por Fernando Suárez. En noviembre de 1970 el ministro de Educación le cesa  y nombra a Manuel Roa Rodríguez, Director en funciones. Este, para mostrar su desacuerdo con la decisión del ministro de Educación, dimitió a finales del mismo mes, junto con el Capellán, el Jefe de Estudios y el médico; pasando el Colegio a estar regido por el Consejo Colegial. 
En diciembre de 1970, el Rector admitió la reincorporación de Manuel Roa Rodríguez, estando en el puesto de Director durante dos años, hasta que el Tribunal Supremo falló una sentencia a favor del recurso llevado por los colegiales contra el cese del anterior director, por lo que Diego Ignacio Mateo del Peral se reincorpora a las funciones de Director en los inicios del curso 1973 – 1974.
Esta época coincidió con los últimos años del régimen, siendo tremendamente agitados. El asesinato de Carrero Blanco y la “Revolución de los Claveles” y el ambiente general en Portugal, dejaron huella en una Universidad deseosa de cambios. La dureza se recrudeció en las aulas y el Tribunal de Orden Público dictó numerosas sentencias contra universitarios.
En este ambiente duro y difícil, el Mayor siguió con una actividad cultural muy notable, si bien algo menor que en los años 60. Los cambios en la sociedad española, también se perciben en el Colegio. Los nuevos aires penetran en el Mayor y la participación general de los colegiales es menor. Aun así, la actividad cultural no disminuyó, y muchos de los hombres que hicieron posible la Transición pasaron por los salones del Mayor.

### Los años 80
El curso 1977-1978 se inicia con el cese de Diego I. Mateo y el nombramiento del hasta entonces Director del Colegio Mayor Menéndez Pelayo, Luis Sánchez-Harguindey y Pimentel. En estos años se aprecia un claro declive de los Colegios Mayores, disminuyendo las calificaciones de los colegiales. Además, el curso 1978-1979 comienza con otro nuevo Director, Bernabé Sanz Pérez, que a su vez era director del Menéndez Pelayo, el Ximénez de Cisneros y el Antonio de Nebrija, en un afán por parte del rectorado de que los Colegios Mayores perdieran su identidad.
En cuanto a las actividades culturales, disminuyó notablemente el número de conferencias aunque, por otro lado, aumentaron las colecciones en la biblioteca y en las salas de música, también aumentaron las proyecciones de películas, con especial incidencia del cine español. Además, siguen funcionando los laboratorios de fotografía y electrónica, y se crea el de aeromodelismo.
Estos cambios en el Mayor se deben, en gran parte, a la normalización de la vida universitaria; la extensión de la libertad a todo tipo de actos culturales, la vuelta de profesores exiliados y la posibilidad de celebrar conferencias masivas o conciertos de protesta, hará que los Colegios Mayores pierdan el protagonismo cultural que tenían.
El curso 1980-1981 contará con un nuevo director, Antonio Navarro López, manteniéndose en el cargo hasta 1982, cuando Juan Lorenzo y Lorenzo le sucedería. Bajo la dirección de estos dos directores la actividad académica y cultural sería algo mayor, logrando un cierto repunte. En 1985 toma posesión del cargo Feliciano Barros Pintado, que permaneció únicamente un curso académico.
El 24 de abril de 1987 se crea la Asociación de Antiguos Colegiales del Colegio Mayor Diego de Covarrubias, con la intención de recuperar la hermandad entre todos aquellos colegiales que habían residido en el Mayor. El fin de la Asociación es mantener vivo el espíritu colegial creado entre los universitarios que se formaron en el Colegio y, en consecuencia, procurar el aumento de las mutuas relaciones y la colaboración con el Colegio Mayor, velando por sus fines e intereses.

### Los años 90 y 2000
El curso 1989-1990 comienza con el trazado de un plan de reforma de los Colegios Mayores, por parte del Rectorado, que desnaturalizaba por completo la idea con la que estaba concebido el Colegio: un gran Pabellón con salas comunes y dos laterales, los llamados Viejo y Nuevo, de habitaciones para los colegiales. Esta precipitada obra integrará el Colegio Menéndez Pelayo, pasando el Pabellón Central a tener casi 100 habitaciones.
A su vez, y debido a la gestión de los órganos de la Universidad, el Colegio perdió definitivamente el Pabellón Nuevo, que quedaba anexionado al Nebrija, con la intención de remodelarlo y convertirlo en residencia de profesores, lo que no se materializaría hasta la segunda década del siglo XXI. Durante estas reformas, desaparecieron algunos enseres y pequeñas obras de arte, además del destrozo de uno de los murales de Carpe. En 1990 Alfredo Tímermans del Olmo fue nombrado Director del Mayor. La década de los noventa supuso una época de calma y de recuperación de la tranquilidad y del orden en los Colegios Mayores. A Tímermans le sucedieron Enrique San Miguel Pérez y Emilio de Benito Fraile.
Pero en octubre del 2000, el Colegio sufre otra disminución en su número de habitaciones. Tras la conclusión de las obras del Pabellón Viejo, la Universidad permite que la mitad del Pabellón sea ocupada por el Colegio Mayor Ximénez de Cisneros. En 2002 tuvo lugar la celebración del 50 aniversario de la fundación del Mayor, con un ambicioso programa de actos culturales. En septiembre de este mismo año, tomó el cargo de director Ángel Navarro Madrid, que permanecería en el puesto hasta 2009, cuando D. Juan García Rodríguez le sucede.

### Colegio Mayor Mixto
Durante el curso 2009-2010 se difundió un proyecto que implicaba el cierre del Mayor como parte del denominado “Campus de Excelencia”, en el que se planteaba convertir el Colegio en la nueva sede de la Casa del Estudiante. De forma conjunta con los otros Colegios de la Complutense, se creó la Plataforma para la Defensa de los Colegios Mayores de la Universidad Complutense, que organizó diferentes protestas.
Finalmente el cambio más importante tuvo lugar durante el mandato del Rector Carlos Berzosa, al convertirse todos los Colegios Mayores de fundación directa en mixtos; además, mediante el nuevo Reglamento de Centros y Estructuras de la Universidad, se actualizó la normativa que los regula. Así pues, el curso 2010-2011 sería el primero en el que el Mayor admitiese también a mujeres en sus dependencias.
Desde 2012-2013 hasta la actualidad, con un breve paréntesis en el curso 2016-2017) el director es D. Pablo Antonio Torijano Morales 

## Colegiales ilustres

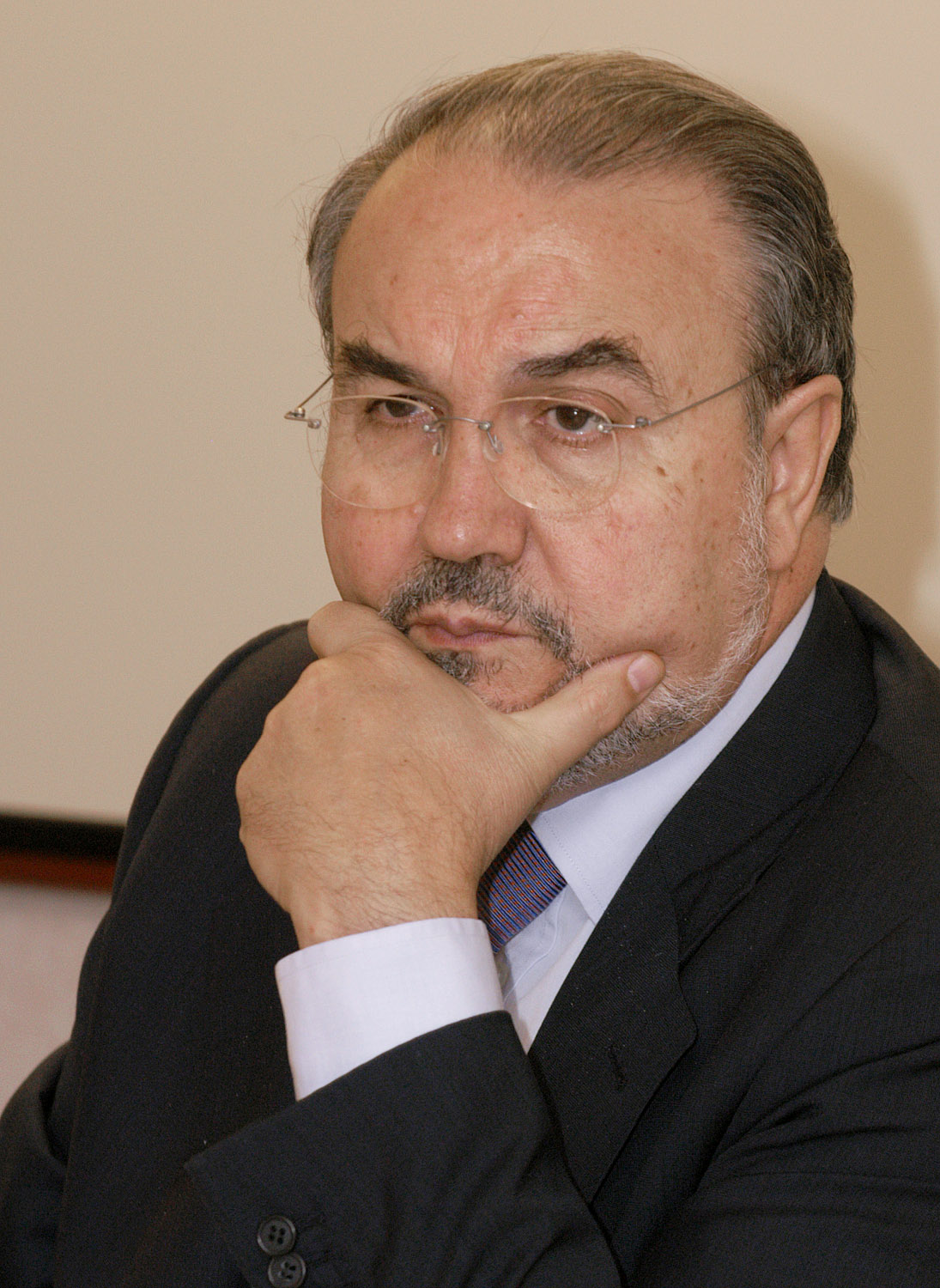
Pedro Solbes, político español, antiguo colegial del C.M. Diego de Covarrubias.

- Manuel Alcántara
- José Luis Balbín[23]
- Josep Borrell
- Pedro Solbes[24]
- Ramón Tamames
- Fernando Suárez González
- Luis Carlos Croissier
- Jerónimo Saavedra
- Carlos Lapetra
- Francisco Núñez